# Doprava ve Strakonicích

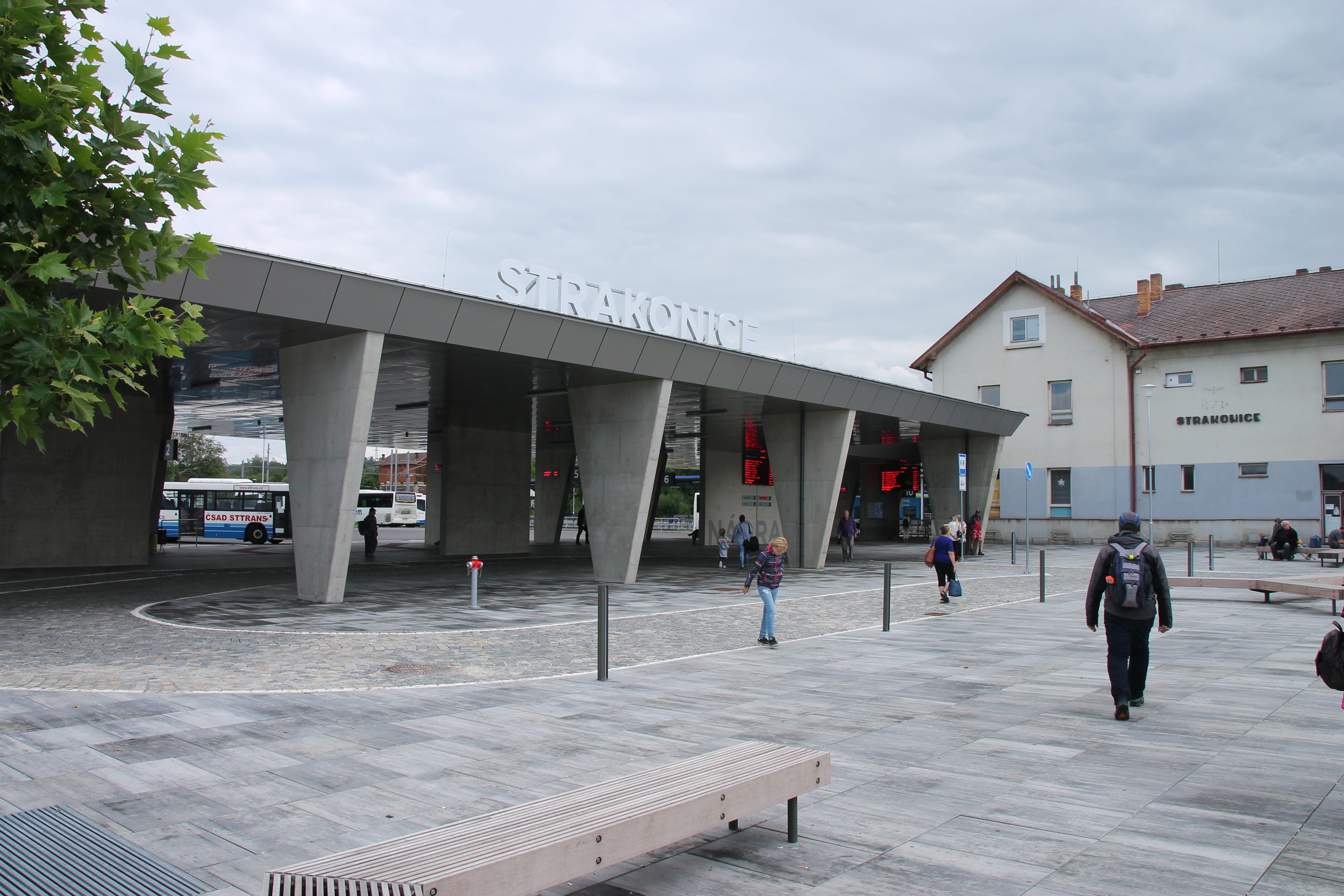
Nový autobusový terminál poblíž staniční budovy strakonického nádraží

Doprava ve Strakonicích odpovídá významu okresního města. Vzhledem k poloze na různých významných komunikacích jsou však i Strakonice dopravní křižovatkou, a to jak v silniční, tak i železniční dopravě.

## Silniční doprava
Hlavní tepnou, která městem prochází, je silnice č. 4, která spojuje Prahu a Bavorsko. Komunikace je sice odvedena ze samého centra města, prochází však stále vzdálenějšími částmi Strakonic a to způsobuje zpomalení dopravy. Kromě této hlavní silnice však do Strakonic vede i mnoho dalších komunikací, např. I/22 vedoucí z Vodňan směrem na Klatovy. Nebo II/173 směrem na Blatnou V r. 2018 byl na silnici I/22 vybudován takzvaný severní dopravní půloblouk vedoucí z okružní křižovatky na ul. Katovická (bývalá I/22) na okružní křižovatku na ulici Písecká (I/4). Oblouk odlehčil přetíženým ulicím Katovická, Komenského, 5. května a Alfréda Šťastného. Za zmínku také stojí nově vzniklý projekt na východní obchvat na silnici I/4.
V minulosti bylo zvažováno do Strakonic dovést i Dálnici D4 (V té době rychlostní silnici R4). V rámci novelizace byl však tento záměr v roce 2010 pozastaven a není v něm nadále pokračováno. 

## Veřejná doprava

### Železniční doprava

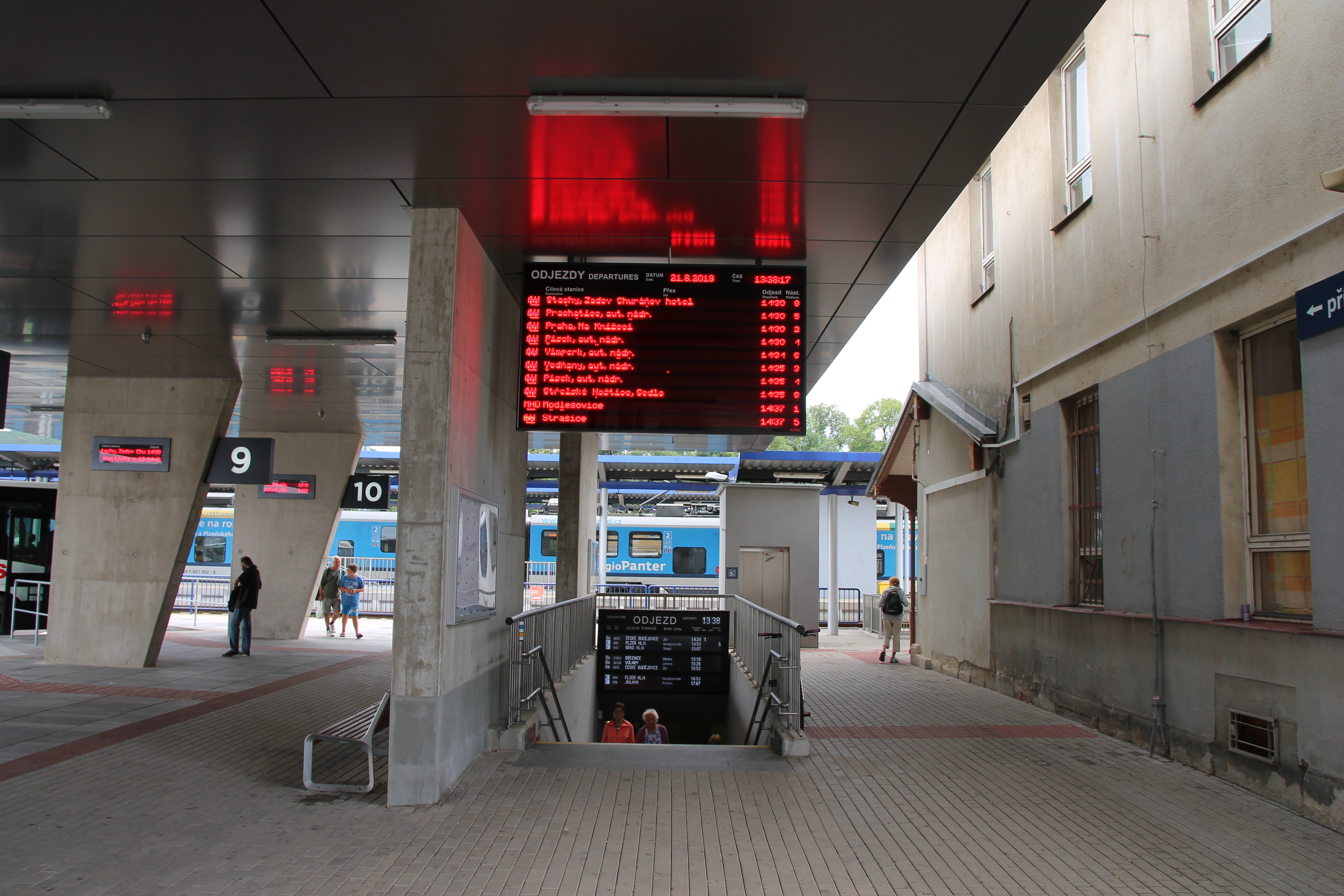
Vstup do podchodu spojujícího nástupiště železniční stanice s autobusovým nádražím

Vzhledem k počtu různých průmyslových podniků a poloze na významné trati č. 190 z Plzně do Českých Budějovic (otevřena roku 1868) jsou Strakonice i křižovatkou železniční dopravy. Význam má tedy nákladní doprava (právě díky uvedenému průmyslu) a osobní. Dalšími méně významnými tratěmi jsou pak trať č. 198 do Volar (1893) a trať č. 203 do Březnice (1899). Hlavní železniční nádraží i autobusové stanoviště se nacházejí v západní části města blízko sebe a jsou přirozeným místem soustředění dopravních spojů.

### Autobusová doprava

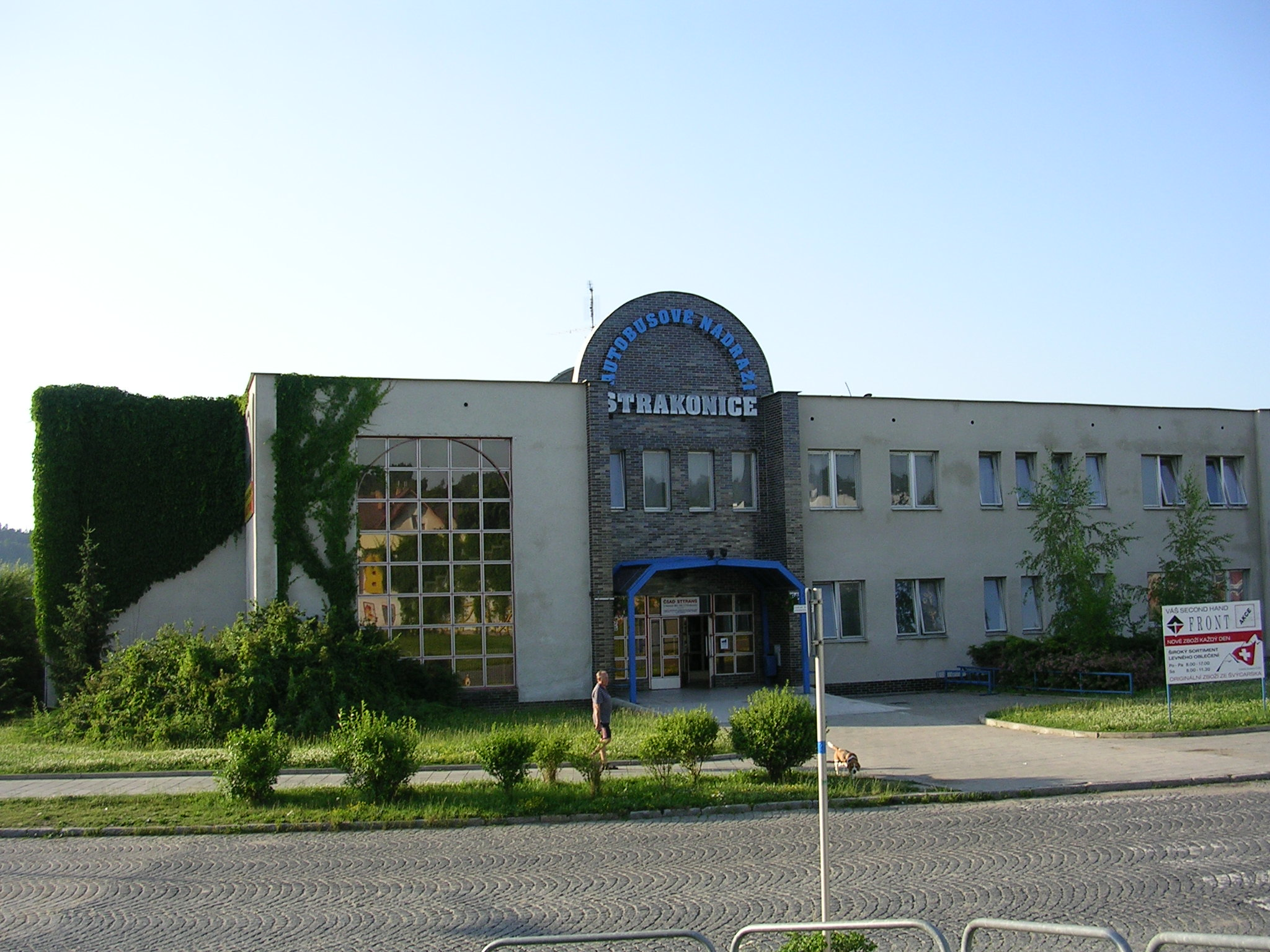
Bývalé autobusové nádraží ve Strakonicích, které bylo v roce 2018 nahrazeno novým

Ve Strakonicích autobusové nádraží navazuje přímo na budovu toho železničního. V roce 2018 došlo k jeho přestavbě za 63 milionů, součástí je čekárna, obchodní provozovny či parkoviště pro auta.

### Městská doprava
Městskou dopravu zajišťují autobusy, které provozuje společnost ČSAD STTRANS, dceřiná společnost ČSAD Jihotrans. Jedná se o několik málo linek, spojujících jak centrum města, tak i okolní sídliště a průmyslové závody. Kromě obsluhy města ale i vybrané spoje zajíždějí o vzdálenějších obcí, jako jsou Modlešovice, Čejetice a Sedlíkovice. Jízdné je pásmové, tato pásma existují celkem dvě. Linky jezdí celodenně, o víkendu je vypravována jen část spojů. Nátěr je buď firemní (modré pruhy), některé novější autobusy byly také v bílém barevném provedení, nakonec byl ale uplatněn nátěr reklamní.
Autobusový vozový park tvoří vozy od domácí Karosy (pořízené v první polovině 90. let), je však obnovován modernějšími. V současné dopravě jsou tak provozovány jen starší Karosy, novější modely tvoří Irisbus Citybus 12M a Irisbus Citelis 12M. V minulosti jezdily ve Strakonicích i autobusy typu Ikarus 280, avšak stejně jako v ostatních městech došlo k jejich vyřazení, zde konkrétně v roce 2003 (konkrétněji byly odprodány do Tábora).

## Letecká doprava
Ve Strakonicích se nachází veřejné vnitrostátní civilní letiště letiště Strakonice. Sídlí zde zdejší aeroklub, má dvě přistávající/vzletové dráhy. Slouží sezónně především pro rekreační účely – seskoky padákem, vyhlídkové lety a pilotní výcvik, dále také pro letecké snímkování, práce v zemědělství a lesním hospodářství, záchranný systém a výsadkové lety.